# جزيرة دابور
جزيرة دابور وهي جزيرة من جزر إندونيسيا، وتقع في إقليم جاكارتا.